# Hansi
Hansi  (urdujsko ہانسی: Hansi)  je mesto in mestna občina v okrožju Hisar v indijski državi Haryana. Leta 2011 je imelo 134.568 prebivalcev. Mesto leži 26 km vzhodno od državne avtoceste 10. Ima pol pustinjsko podnebje s 46 cm letnih padavin. Zgleda, da je bilo v preteklosti večje in pomembnejše od Hisarja. V njem je več arheološko pomembnih zgradb in zelo vplivna podkasta Arainov.

## Opis
Hansi ima pet mestnih vrat: Delhijska (vzhod), Hisarska (zahod), Gosainska (severozahod), Barsijska (jug) in Umrska (jugozahod). Zahodno stran mesta branijo tudi obsežne puščave.
Mesto ima tudi mogočno trdnjavo, ki ima površino 12 ha. Trdnjava je pravokotne oblike in ima na vseh štirih vogalih obrambne stolpe. Njeno obzidje je visoko 16 m in debelo 11 m. Zgradil naj bi jo veliki kralj Prithviran III..
Drupad, sin kralja Anangpala, je v trdnjavi ustanovil manufakturo za proizvodnjo mečev, po kateri je trdnjava dobila ime Asigarh. Meči so se izvažali tudi v arabske države. Po pisanju Qazi Sharifa Huseina v Talif-e-Tajkara-e-Hansi  (1915) se je iz trdnjave Asigarh nadziralo osemdeset trdnjav v njeni okolici. Med vladavino Firuz Šaha Tuglaka je bil izkopan podzemni tunel, ki je povezoval Hansi s Hisarjem. Vrata v trdnjavo krasijo podobe bogov, boginj in ptic, ki krasijo tudi trdnjavsko obzidje. Vhodna vrata je zgradil George Thomas. Trdnjavo je Arheološka inšpekcija leta 1937 razglasila Spomenik nacionalnega pomena. Trdnjava je še vedno v dobrem stanju in vredna obiska.
Pred trdnjavo je starodaven kip džainističnega boga Mahavira in ustanovitelja budizma Gautama Bude. 
Trdnjavo so leta 1778 zavzeli Sikhi in ustanovili svojo kratkoživo državo, ki je potem, ko je regijo zasedlo Marathansko kraljestvo, propadla. 

## Vira
- Hansi Town. The Imperial Gazetteer of India, 13:25 Oxford at Clarendon Press. 1909..
- Excavation at Hansi fort begins. The Tribune (India). 4. december 2004.